# Autoneige
Ne doit pas être confondu avec Motoneige.
Conçue pour circuler sur les routes enneigées en hiver, l’autoneige est un «véhicule à cabine qui peut transporter plusieurs personnes, servant par exemple au transport d'équipes de travail sur des chantiers isolés» selon l'Office québécois de la langue française. Les premières étaient des véhicules automobiles modifiés en remplaçant les roues par des chenilles à l'arrière et des skis à l'avant pour permettre la circulation sur la neige. La demande d'autoneiges plus efficaces a incité les fabricants à développer des véhicules conçus spécifiquement pour la circulation sur la neige, toujours mus par des chenilles mais parfois sans skis. Certains sont pour le transport et d'autres sont des véhicules utilitaires (comme les dameuses). Il ne faut pas confondre avec la motoneige qui est un véhicule récréatif à un ou deux passagers sur une selle.

## Pionniers

### Alvin Lombard

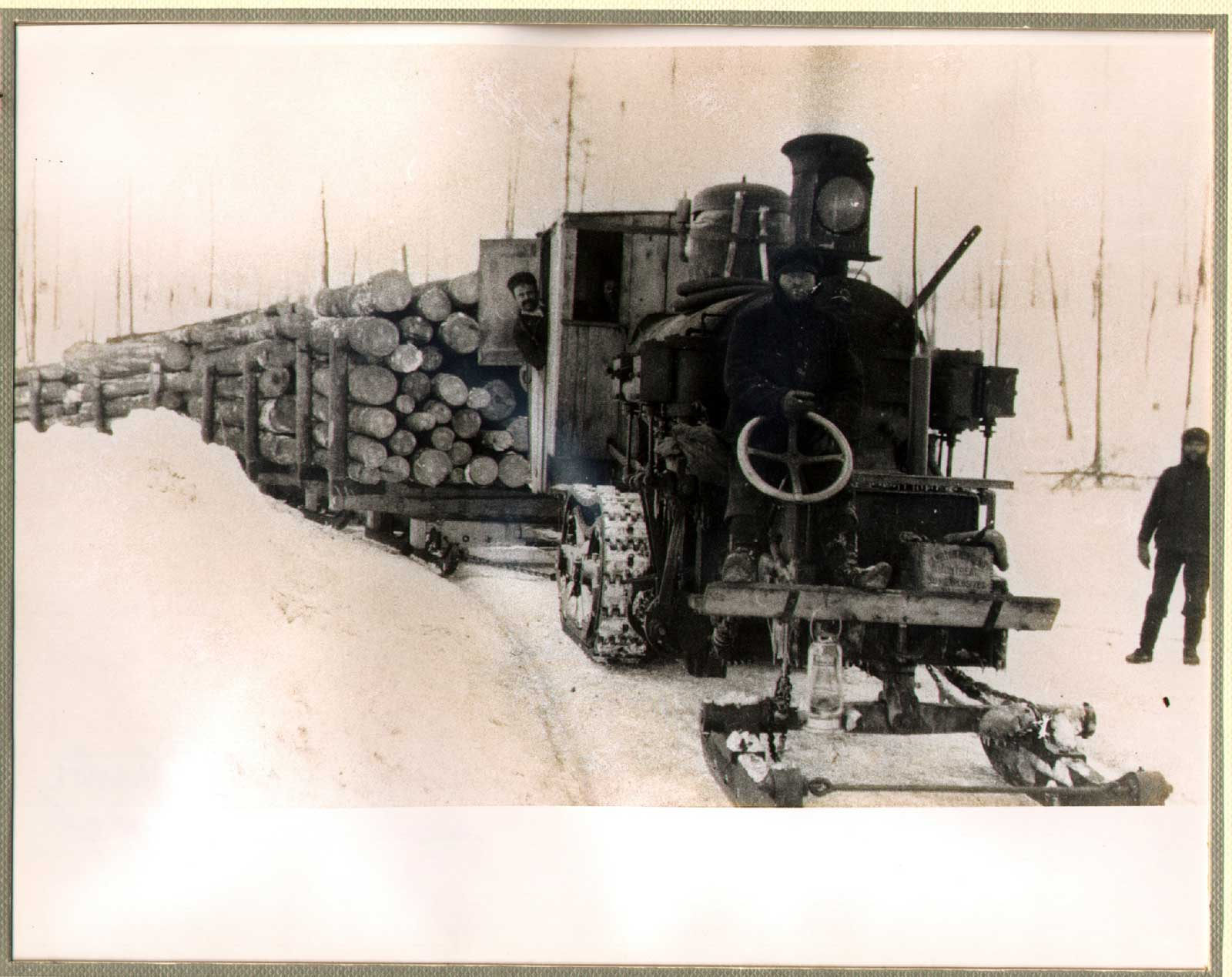
Phoenix Centipede (1915) fabriqué sous licence de Lombard.

Alvin O. Lombard est le premier à commercialiser un semi-chenillé, le Lombard Steam Log Hauler, pour le débardage de grumes durant l'hiver, dans le Maine aux États-Unis. En 1899, il débute la construction d'un prototype qui est utilisé dès 1900 (le brevet est émis en 1901). Le Log Hauler ressemble à une locomotive propulsée par deux chenilles et munie de skis pour la direction. 

### Adolphe Kégresse

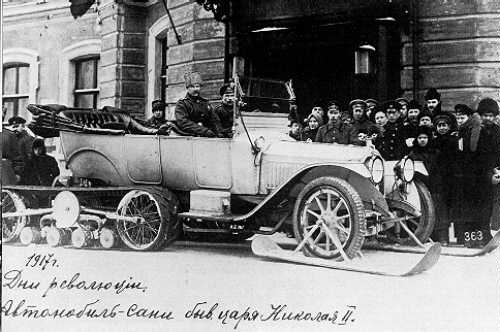
Automobile 1916 Packard Twin-6 touring du tsar Nicolas II, équipée du système d'autochenille Kégresse (1917).

Les premiers véhicules motorisés conçus pour le déplacement sur la neige datent du début du XXe siècle. En Europe en 1910, à la demande du tsar de Russie, Adolphe Kégresse met au point des autochenilles originales (à partir de véhicules Packard, Mercedes-Benz et Delaunay-Belleville) capables de se déplacer facilement, particulièrement dans la neige. Il expérimente divers matériaux légers et souples comme des cordes, des courroies de cuir tressé et du caoutchouc armé. Il avait ainsi inventé le principe de l'autochenille. À la veille de la révolution russe, il retourne en France et travaille pour Citroën.
En 1934, l'explorateur américain Richard Byrd utilise trois autochenilles Citroën équipée du système Kégresse-Hinstin prêtées par André Citroën pour son expédition en Antarctique. Elles résisteront tant bien que mal à des froids de −70 °C. Il s'agit là encore de l'adaptation d'un véhicule pour le transport sur la neige mais qui n'est pas adapté aux grands froids. Par contre, les autochenilles de Citroën ont eu beaucoup de succès dans les sables du désert ou les terrains boueux et le principe a été repris par les militaires (half-track).

### Virgil D. White et ses concurrents

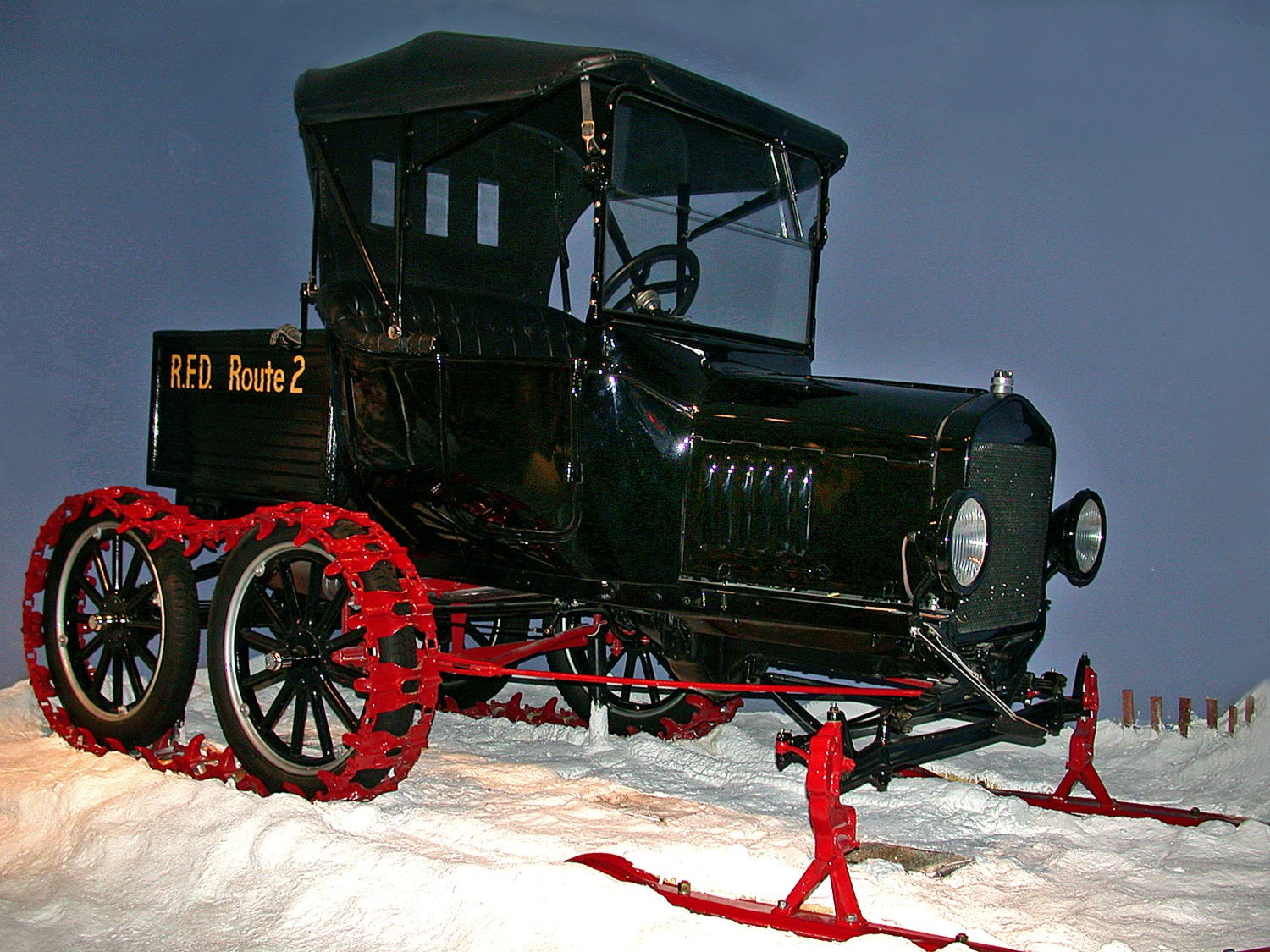
Ford Model-T avec trousse "Snow Bird".

Aux États-Unis, Ray H. Muscott, de Waters au Michigan, fait breveter le «motor sleigh» le 27 juin 1916 (brevet #1,188,981). En Amérique, la production en série d'automobiles économiques incite les automobilistes à trouver des solutions pour circuler en hiver. Les chaînes à neige avaient leurs limitations. Vers 1910, des bricoleurs transforment des automobiles en autoneige en remplaçant les roues avant par des skis, en ajoutant un essieu à roues libres devant le pont arrière et en reliant les roues par une chenille à travers d'acier emboutis reliés par des mailles d'acier (inspirée des chaînes à neige). Virgil D. White, un concessionnaire Ford, a transformé une automobile en autoneige dès 1913. Il a perfectionné son autoneige et obtient un brevet en 1917 pour une trousse de conversion de modèle Ford T en autoneige (attachment to convert in a snowmobile). En 1922, sa compagnie, (THE SNOWMOBILE CO., West Ossipee, New-Hampshire) met en marché une trousse complète incluant un pont à rapport 7 à 1 et arbre de transmission robustes (conçus pour le camion Ford TT, non requis pour convertir un Ford TT), un essieu libre, des roues robustes, les chenilles et les skis. Le tout était assez coûteux à 395 $ mais s'avérait très efficace et durable. En 1924, White cède les droits de fabrication à Farm Specialty Manufacturing Co. de New Holstein, Wisconsin, qui continue la production; vers 1926, le nom «mailman’s special» est utilisé. L'usine de New-Hampshire est fermée en 1929 après la production d'environ 20 000 trousses de conversion.

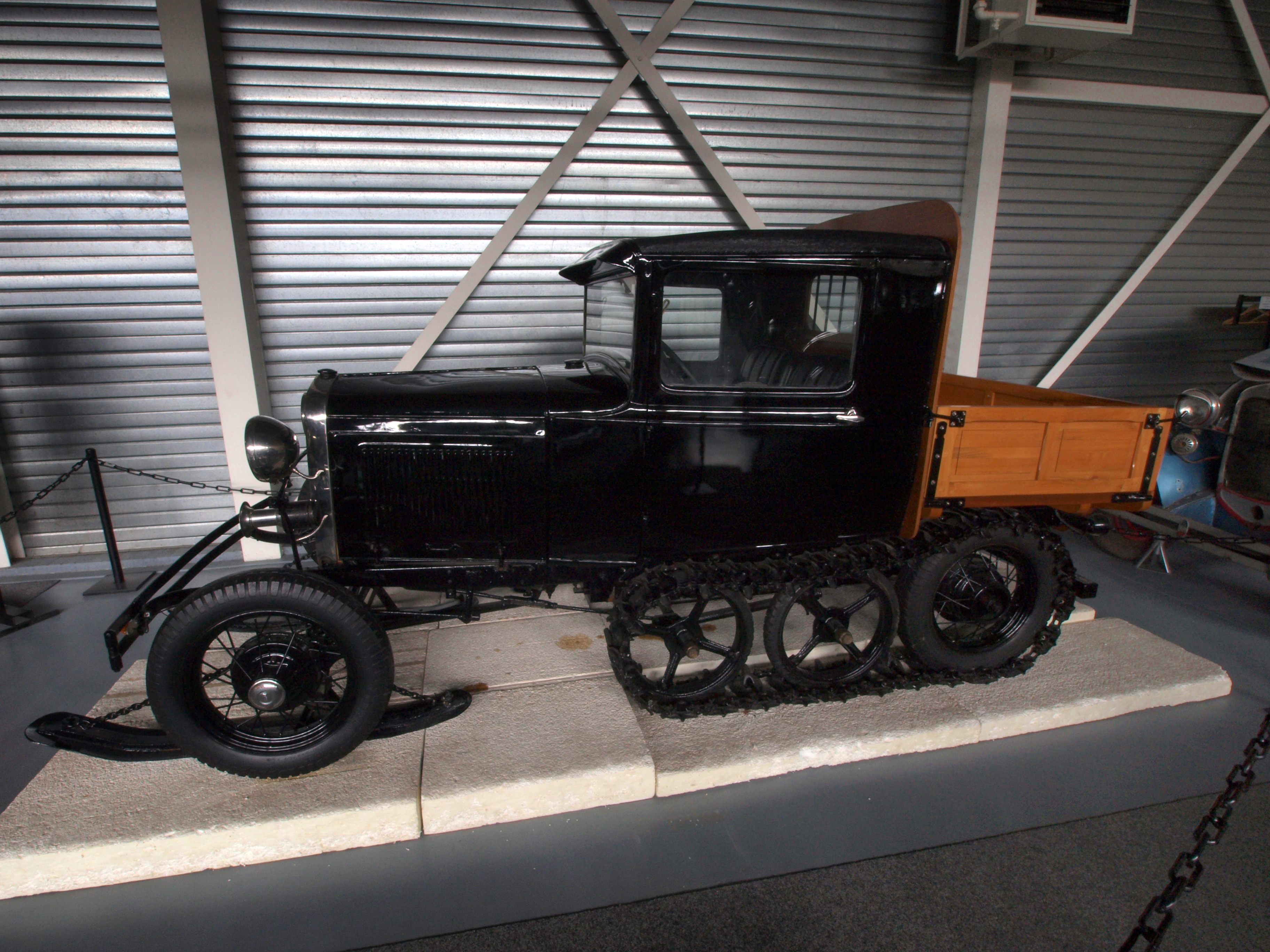
Ford modèle A, équipé du Super Snow Bird.

En 1924, B. F. Arps transforme Farm Specialty Manufacturing Co. en Arps Corporation lorsque son partenaire Adolf Langenfeld se sépare pour fabriquer le SNOW FLYER avec une chenille améliorée qui accumule moins la neige. Dès 1929, la compagnie de Langenfeld se fusionne à nouveau avec Arps Co. qui produit alors deux ensembles de chenilles pour transformer une automobile en autoneige : le «Snow Bird» qui ajoute un essieu à roues libres comme celui de White et le «Super Snow Bird» à deux essieux additionnels. La chenille améliorée de Langenfeld est utilisée et l'ensemble inclut deux pneus arrière d'entraînement munis de crampons de caoutchouc; à partir de 1937 le Super Snow Bird inclut deux moyeux à démultiplication planétaire (1/5) pour l'essieu arrière moteur de l'automobile. Deux automobiles modifiées ont été utilisées par l'amiral Byrd lors de son expédition au pôle Sud en 1928 et à nouveau en 1933-35. En 1949, ARPS Corporation produit des ensembles semi-chenillés (halftrack) pour tracteur de ferme. En 1963, la compagnie est acquise par Chromally American Co. et en 1983, la division Arps est rachetée par un groupe d'investisseurs qui forment Amerequip Co. Deux autres fabricants qui transforment des automobiles en autoneige sont: Hilco Auto Sled, St. Cloud, Minnesota et Eskimobile Co., Almena, Wisconsin (par Henry et John Swansen; environ 175 véhicules modifiés de 1927 à 1936).

### J. Adalbert Landry

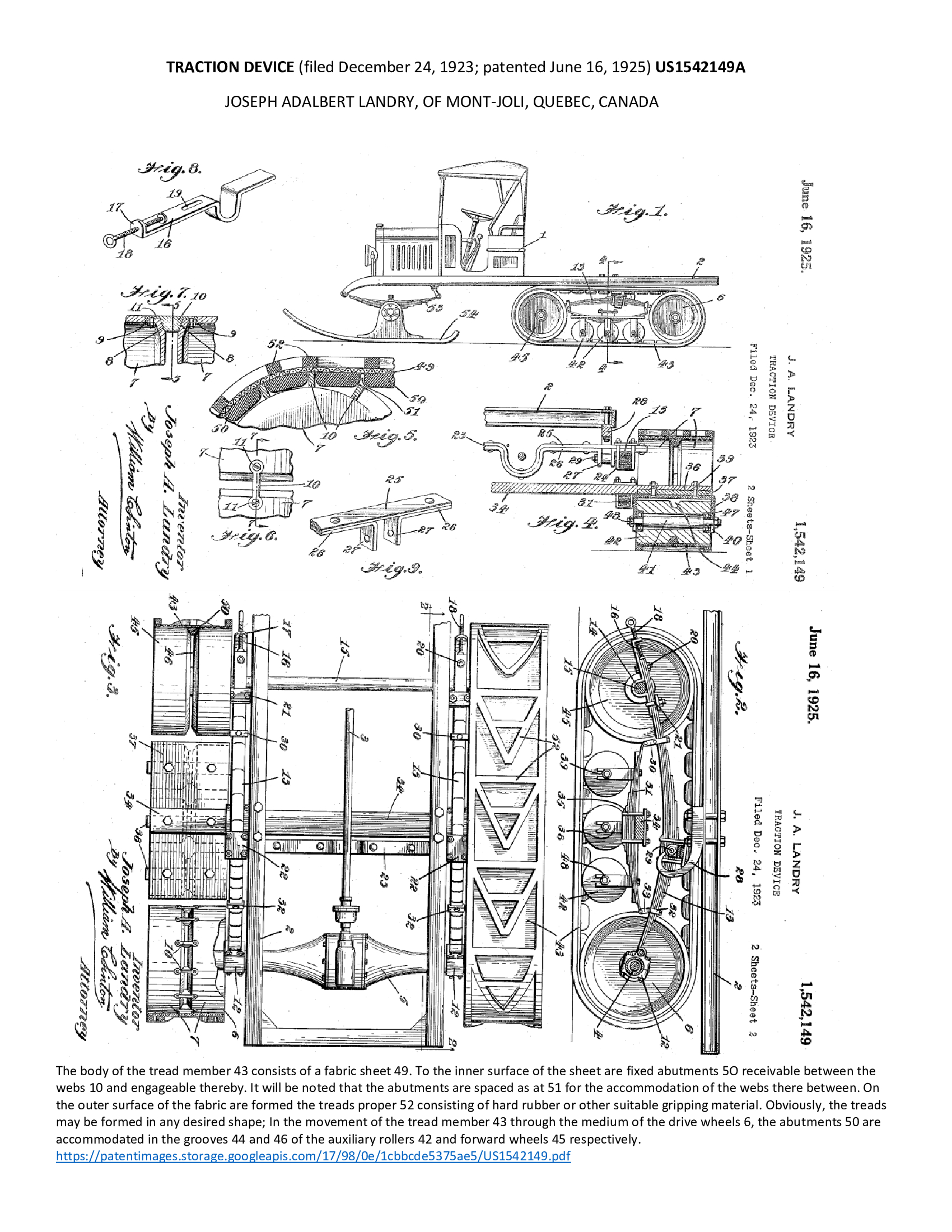
Brevet de J. A. Landry.

Joseph Adalbert Landry (1888-05-06/1967-02-22) est concessionnaire des automobiles McLaughlin-Buick à Mont-Joli, Québec, Canada. À l'hiver 1919-1920, Adalbert Landry, assisté de son mécanicien en chef Antoine Morissette, met au point une autoneige dont le train chenillé s'apparente à celui de Kégresse. Le 8 décembre 1922, Landry parcourt 40 km entre Mont-Joli et Rimouski. Il fait breveter son invention en 1923 au Canada et aux États-Unis . En janvier 1924, Landry se rend à Montréal (577 km en 4 jours) en conduisant une McLaughlin D-45 transformée en autoneige qu'il présente  au «Salon de l'automobile». Sur une photo d'un journal de l'époque le nom «L'AUTONEIGE LANDRY» est peint sur la portière. De 1924 à 1948, une centaine de véhicules sont modifiés, principalement des camions pour l'industrie forestière incluant un camion citerne (photo) de sa compagnie de distribution de produits pétroliers.

## Production en série

### Bombardier

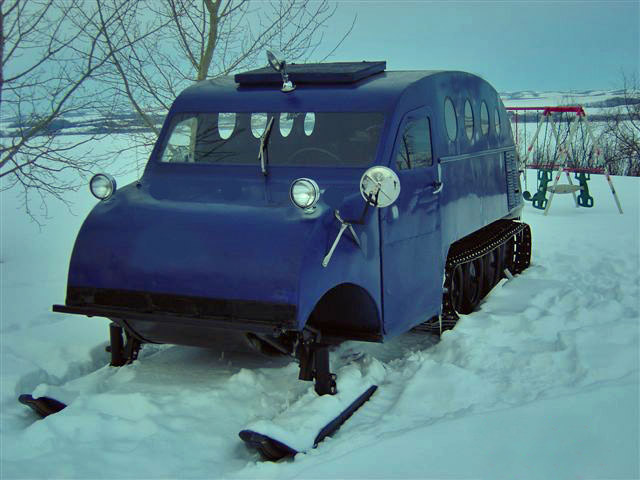
Autoneige B-12 de Bombardier.

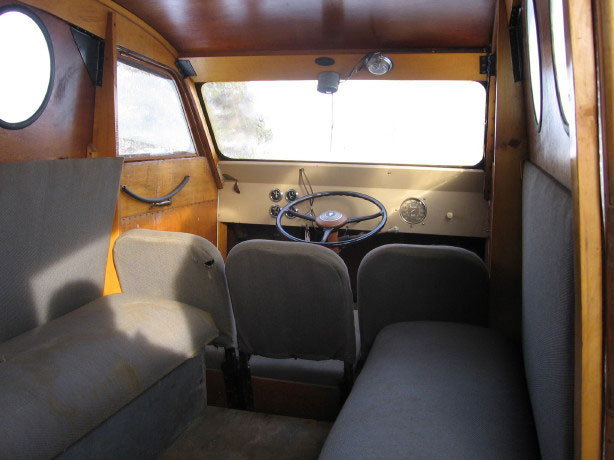
Intérieur d'une B-12

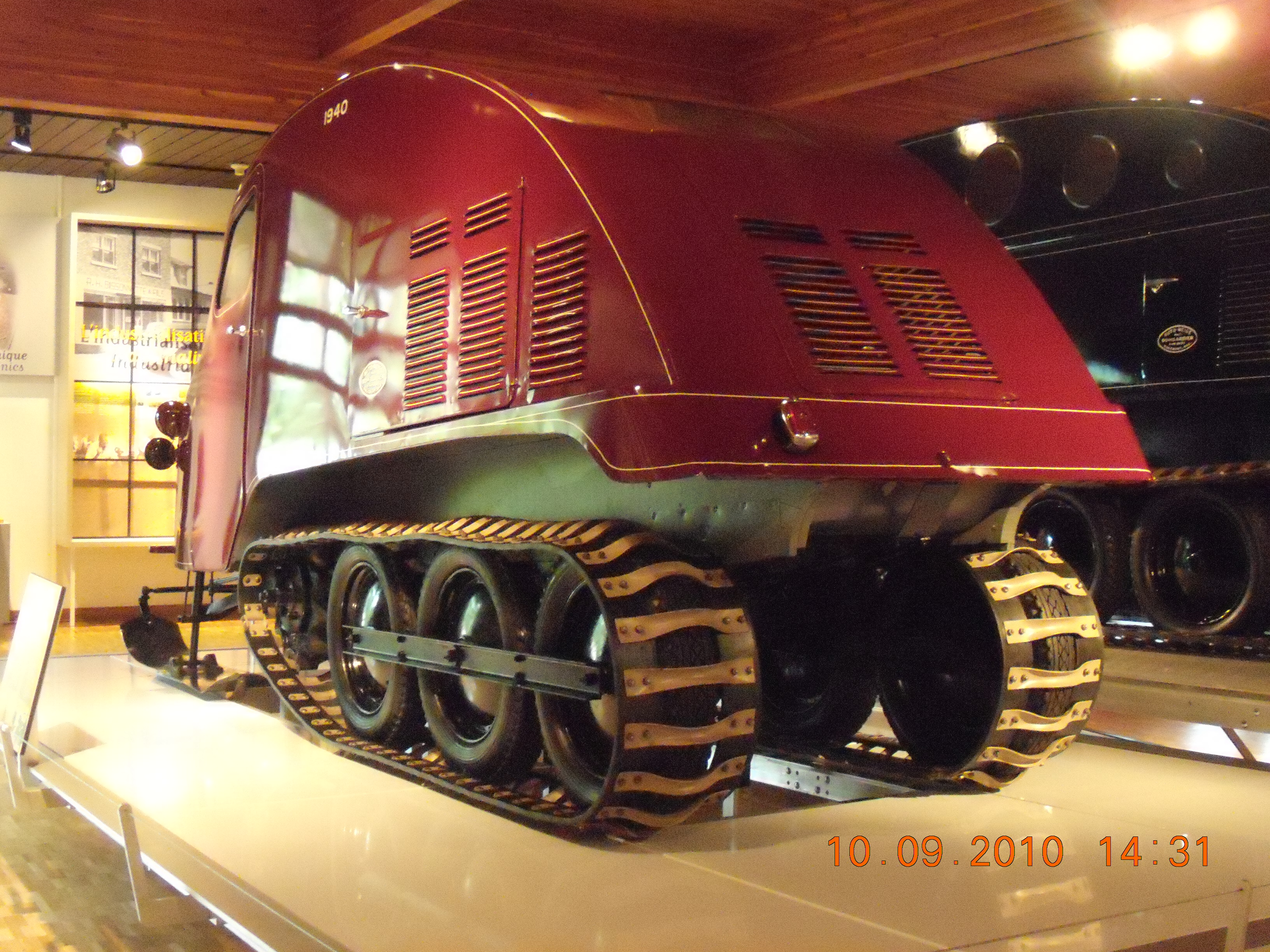
Autoneige B-7

Joseph-Armand Bombardier, de Valcourt au Québec, a eu l'ambition de faire de l'hiver une saison où il est aussi facile de se déplacer que pendant les trois autres saisons. Après avoir construit un aéroglisseur, il opte pour l'autochenille. Il remplace les roues avant d'une auto par des skis et ajoute des chenilles métalliques à l'arrière. Il constate immédiatement les limitations d'une direction lourde et de chenilles d'acier. Il choisit d'installer le moteur et la transmission à l'arrière; en 1935, il invente une chenille à deux courroies de caoutchouc renforcé, reliées par des travers d'acier formés et qui est entrainée par un barbotin au centre des courroies (engrenage recouvert de caoutchouc pour absorber les chocs), système qui est toujours utilisé de nos jours. En 1936, il réduit encore le poids en remplaçant le châssis et la carrosserie automobile par un châssis monocoque avec une carrosserie artisanale pour créer l'autoneige B7.
Durant l'hiver 1936-1937,, il vend ses premières autoneiges B7 (B pour Bombardier et 7 pour sept passagers). Le B7 utilise son brevet du barbotin-chenille (29 juin 1937, brevet canadien no 367104). C'est ce système de traction à chenilles légères et portance élevée qui rend instantanément les véhicules de Bombardier beaucoup plus efficaces sur neige que tous les autres véhicules à chenilles de métal utilisées à l'époque. Le B7 est un succès et le B12 lui succède rapidement en 1942 et est muni d'une suspension avant indépendante à ressort hélicoïdal très efficace et unique en son genre. Bombardier a vendu plus de 3 000 autoneiges B-12 qui, au Québec, étaient familièrement appelées «snow»; beaucoup sont toujours utilisées aujourd'hui et sont très en demande auprès des collectionneurs.
Pendant la Seconde Guerre mondiale, il produit une série d'autoneiges B-1 pour les militaires dérivées du B-12 avec des chenilles plus larges et une voie élargie. Après la guerre, le modèle militaire est doté d'une carrosserie plus large et devient le C-18 qui servira comme ambulance, autobus scolaire et transport local en hiver en zone rurale. À partir de 1949, le gouvernement du Québec généralise le déneigement des routes dans tout le Québec. Le créneau de vente d'autoneiges est coupé drastiquement et Bombardier se diversifie en produisant des chenillettes pour l'exploration pétrolière et le travail en forêt.

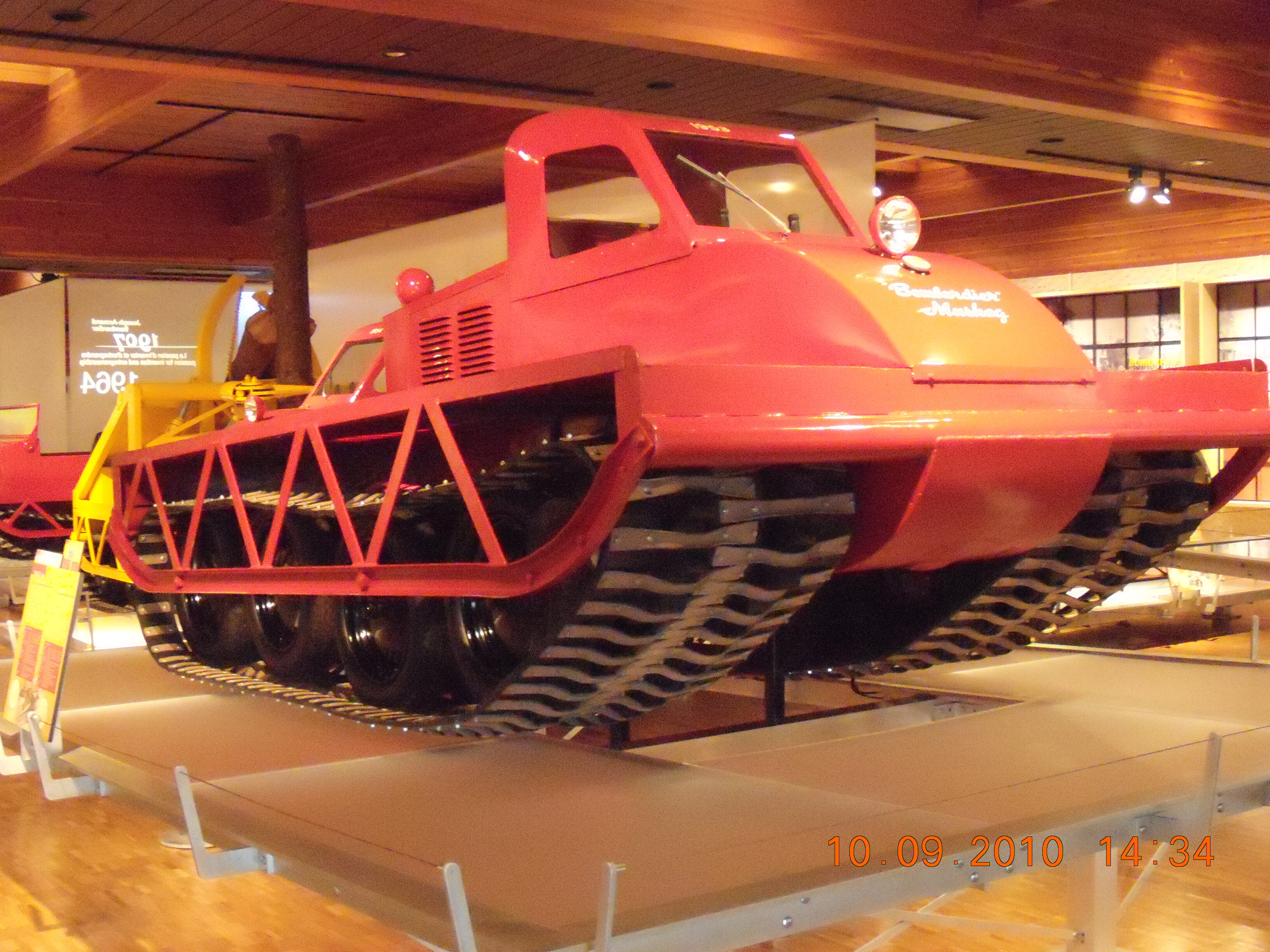
Muskeg

De tous ces véhicules, le tracteur Muskeg, marécage en amérindien, est la plus grande réussite de ces années-là. Ce tracteur se démarque par ses chenilles larges à double roue et faible pression au sol qui lui donne accès aux terrains marécageux; cette chenille double a été développée vers 1942 pour la chenillette de reconnaissance Mark I commandée par l'armée canadienne. En 1950, la chenille large à double roue est modifiée pour une série de camions semi-chenillé Bombardier TD qui sont expédiés en Alberta pour l'exploration pétrolière. Le Muskeg est produit à Valcourt en 1953 et remporte un grand succès commercial, répondant à de multiples besoins de travaux et de transport en terrains difficiles. On l’utilisera autant dans les Alpes pour le transport de skieurs, que dans le Sahara pour le dégagement des routes. En versions modifiées, le tracteur Muskeg se vend encore aujourd’hui dans tous les coins du monde.
En 1958, Bombardier invente la motoneige moderne qui devient rapidement un produit récréatif très populaire, de sorte qu'en 1970, plus de cent fabricants se disputent le marché; depuis, aux États-Unis, le mot «snowmobile» désigne les motoneiges. En 1961, Bombardier invente le Snow Packer qui sert à damer les pistes de ski et produit de petits chasse-neiges de trottoir comme le tracteur SW . La division des véhicules industriels (autres que les motoneiges) est vendue en août 2004 à la compagnie Camoplast de Sherbrooke au Québec (une ancienne filiale de Bombardier).

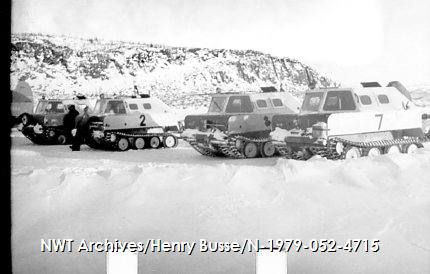
Bombardier Mark III (Penguin) 1946.
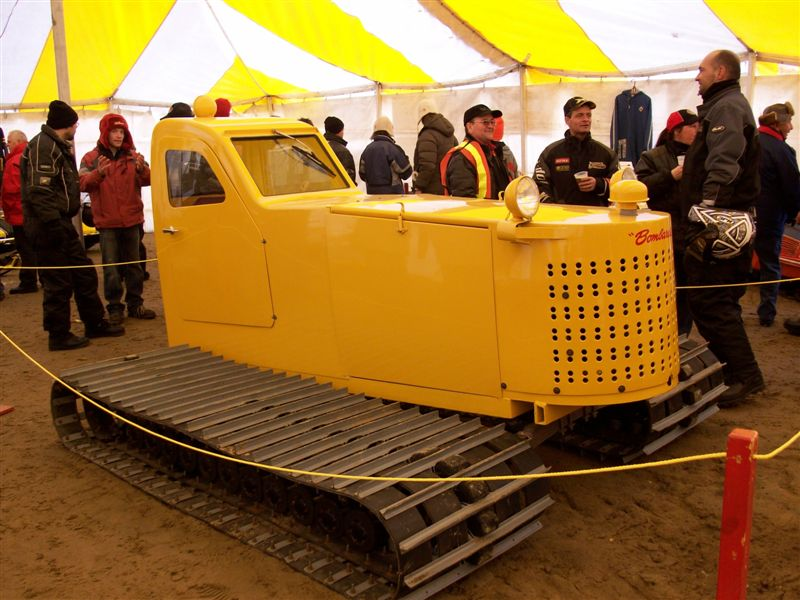
Dameuse Snow Packer 1961.
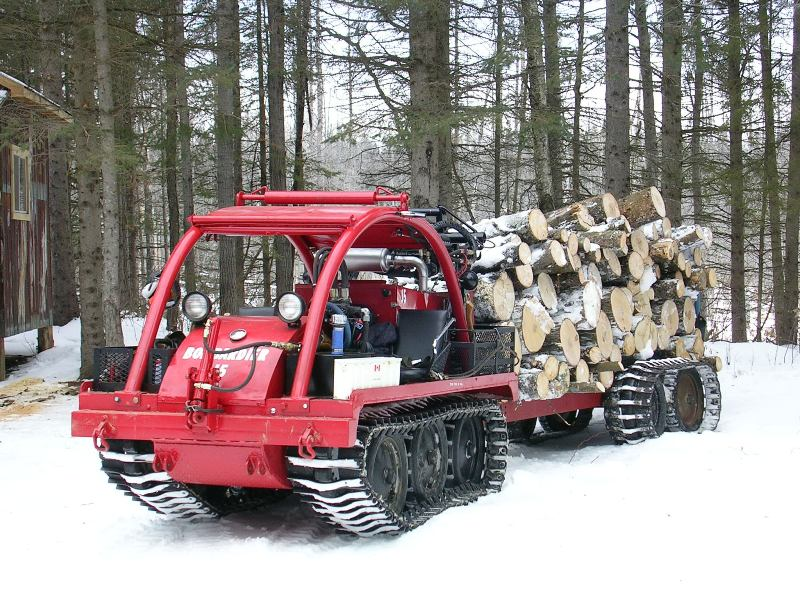
J-5 avec remorque non motorisée.

### Sno-Cat de Tucker

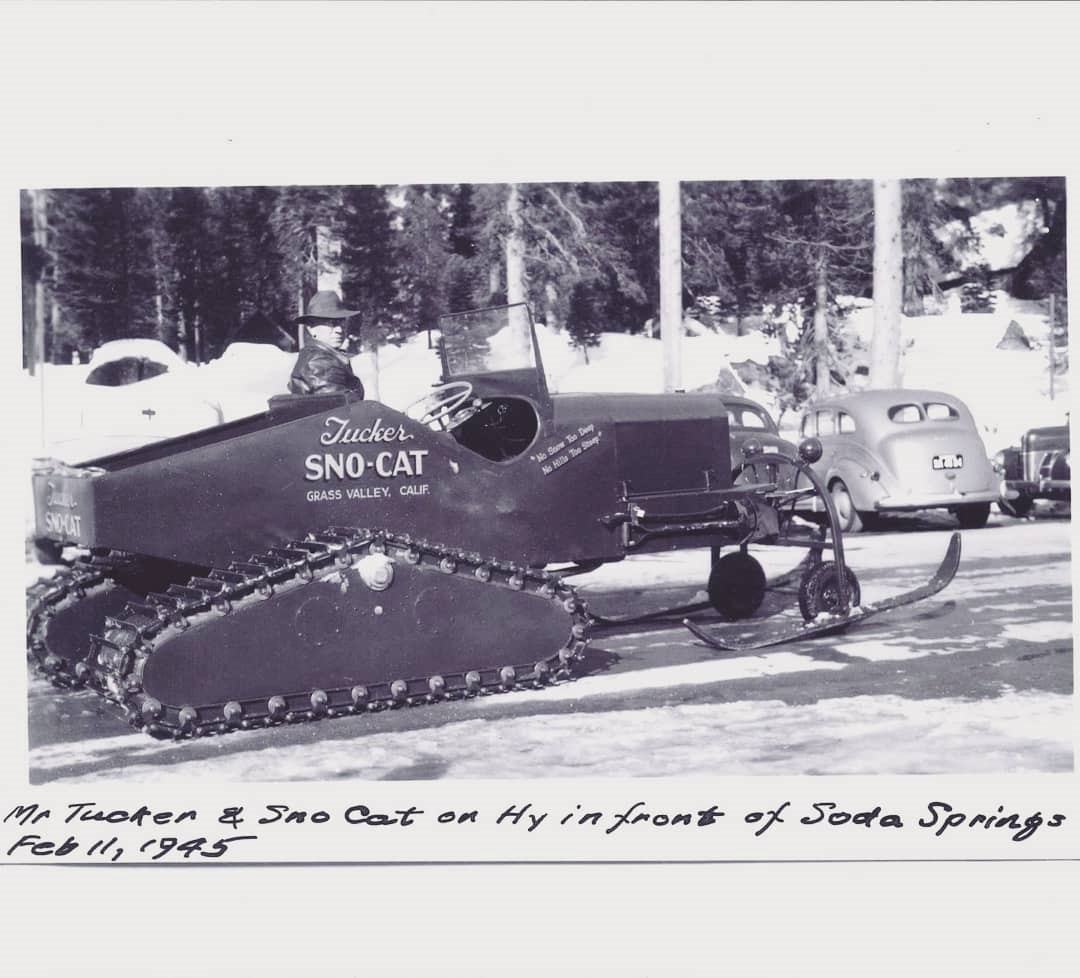
Tucker au volant de son semi-chenillé, 1945.

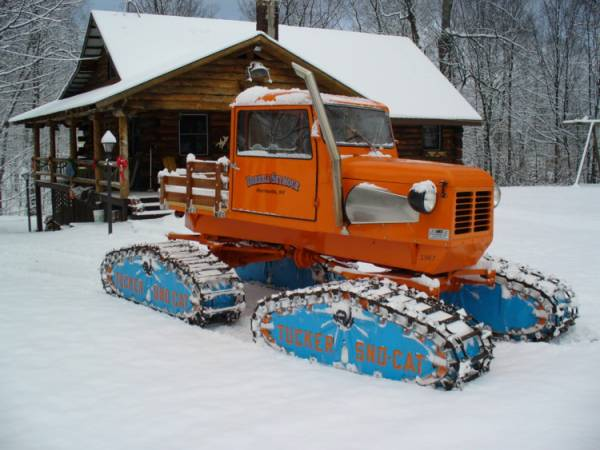
Modèle restauré de Tucker 342 de 1967 avec chenille en acier

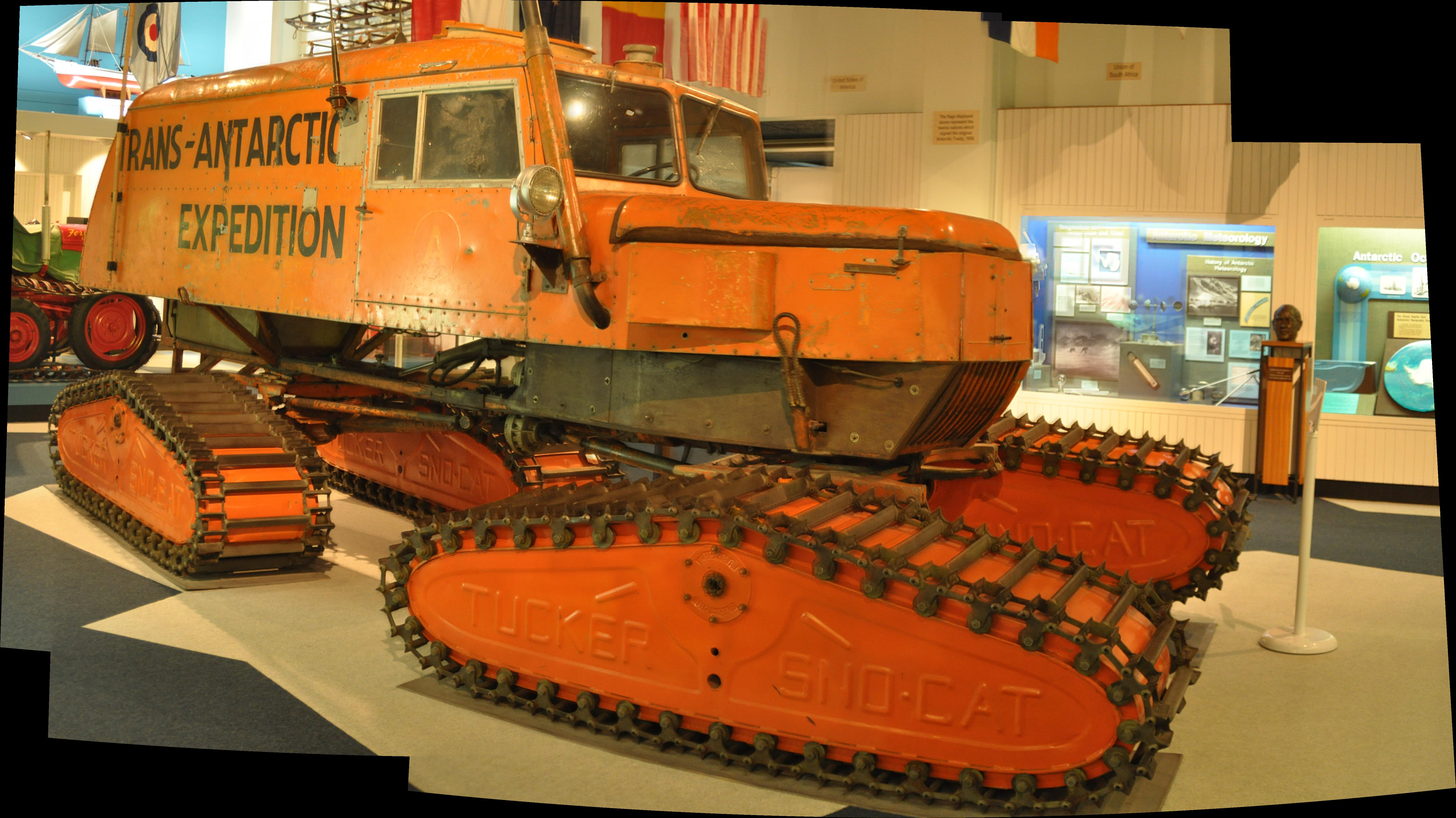
Tucker utilisé en antarctique.

En 1938, Emmitt M. Tucker fabrique un premier prototype d'autoneige et dans les années 1940 il fabrique des autoneiges et leurs remorques pour toutes conditions de neige. La manœuvrabilité étant très limitée par la direction primitive à essieu pivotant et à skis sans suspension, Tucker continue le développement. En 1948, il invente une chenillette à 4 chenilles et servo-direction articulée qui fera la renommée des SNO-CAT. Elles ont été utilisées, entre autres, lors d’expéditions dans l’Arctique et l’Antarctique, comme dameuse et pour le transport. Malgré le coût élevé d'entretien des roulements à billes des chenilles, le Sno-Cat est demeuré populaire grâce à sa mécanique 4 roues motrices très fiable, sa grande efficacité en neige profonde avec sa servo-direction qui faisait pivoter les deux essieux rigides en directions opposées, sa haute garde au sol avec ses chenilles d'acier roulant sur des pontons pivotants , sa bonne stabilité grâce à l'écartement des chenilles et sa grande capacité de remorquage.